# Lijst van oorlogsmonumenten in Veendam
De Nederlandse gemeente Veendam heeft 6 oorlogsmonumenten. Hieronder een overzicht.
| Nr.  | Object                              | Herdachte groep                                                                        | Ontwerper                            | Onthulling        | Type            | Locatie                     | Plaats     | Coördinaten                  | Foto              |
| ---- | ----------------------------------- | -------------------------------------------------------------------------------------- | ------------------------------------ | ----------------- | --------------- | --------------------------- | ---------- | ---------------------------- | ----------------- |
| 1286 | Joods monument                      | vervolgden Nederland                                                                   | Architectenbureau Kardol, Ans Zondag |                   | overig          | Prins Bernhardlaan, 9641 LT | Veendam    | 53° 5' 49" NB, 6° 52' 20" OL |                   |
| 1288 | Monument in het Julianapark         | militairen in dienst van het Ned. Kon. 1940-1945, burgerslachtoffers, verzet Nederland | Marius Duintjer                      | 13 oktober 1948   | zuil            | Julianapark, 9641 CZ        | Veendam    | 53° 6' 14" NB, 6° 52' 36" OL | Meer afbeeldingen |
| 1289 | Verzetsmonument Wildervank          | militairen in dienst van het Ned. Kon. 1940-1945, burgerslachtoffers, verzet Nederland | Wladimir de Vries                    | 13 april 1948     | beeld/sculptuur | Postkade, 9648 JR           | Wildervank | 53° 4' 53" NB, 6° 51' 52" OL | Meer afbeeldingen |
| 2356 | Indië-monument                      | militairen in dienst van het Ned. Kon. na 1945, burgers voormalig Nederlands-Indië     | Renso R. Woltjes                     | 16 september 2003 | overig          | Julianapark, 9641 CZ        | Veendam    | 53° 6' 14" NB, 6° 52' 36" OL | Meer afbeeldingen |
| 3162 | Monument op de Joodse begraafplaats | vervolgden Nederland                                                                   | firma De Weijs                       |                   | gedenksteen     | Sluisweg 92, 9644 TT        | Veendam    | 53° 5' 4" NB, 6° 54' 7" OL   |                   |
|      | Struikelsteentjes                   | vervolgden Nederland                                                                   |                                      |                   | reliëf          |                             | Veendam    |                              |                   |

Eemsdelta ·
Groningen ·
Het Hogeland ·
Midden-Groningen ·
Oldambt ·
Pekela ·
Stadskanaal ·
Veendam ·
Westerkwartier ·
Westerwolde